# Заједница за учење на даљину
Заједница за учење на даљину је јавно или приватно одредиште на Интернету које се бави потребама учења својих чланова тако што омогућава вршњачко учење. Кроз друштвено умрежавање и комуникацију посредовану рачунаром или коришћење датагогија док људи раде као заједница како би постигли заједнички циљ учења. Власник заједнице може предложити циљеве учења или они могу произићи из дискусија између учесника који одражавају личне интересе. У заједници за учење на даљину људи деле знање путем синхроне или асинхроне текстуалне дискусије, аудио, видео или других медија подржаних Интернетом. Према Етјен Венгеру, заједнице за учење на даљину су окружења погодна за заједничку праксу.

## Врсте
Заједница за учење на даљину се дели на заједнице за електронско учење које представља групе које комуницирају и повезују се искључиво путем технологије и заједнице за комбиновано учење које представљају групе које користе састанке уживо, као и састанке на мрежи. Заједнице које су усмерене на онлајн учења се одређују као засноване на знању, пракси и задацима док се заједнице за учење на даљину фокусирају на личне аспекте, процесе или технологију. Они могу да користе технологију и алате у многим категоријама:
- синхрони – размена тренутних порука или веб сајтова за мобилне апликације
- асинхрони – форуми и огласне табле
- блогови
- сараднички – вики
- социјалне мреже
- онлајн универзитети
- вештине и платформе за размену језика